# Jeffrey King (componist)
Jeffrey Thomas King (Fort Wayne, 27 juni 1942) is een Amerikaanse componist, muziekpedagoog en dirigent.

## Levensloop
King studeerde aan de Staatsuniversiteit van Indiana in Terre Haute en behaalde aldaar in 1964 zijn Bachelor of Science in muziekopleiding. Vervolgens studeerde hij aan de Florida State University in Tallahassee bij onder anderen Carlisle Floyd en behaalde zijn Master of Music in 1966. Zijn studies voltooide hij aan de Ball State University in Muncie en promoveerde tot Ph.D. (Philosophiæ Doctor) met de proefschrift Music Composition for Film. : A Series of Creative Projects Designed as Adjunct Learning Experiences in Lower-Division Music Theory Classes.
Vanaf 1966 was hij docent in muziek aan het Athens College, nu: Athens State University in Athens. Verder dirigeerde hij daar de Athens State University Symphonic Band. 
Daarnaast werkte hij als componist en schreef werken voor verschillende genres, zoals voor orkest, harmonieorkest, vocale muziek en kamermuziek. 
King is gehuwd met de sopraan Sarah Hanna King; samen hebben zij een dochter Laura Chloe. 

## Composities

### Werken voor harmonieorkest
- 1966: - Legend, voor harmonieorkest
- 1969: - Excursion, voor harmonieorkest - première tijdens het Symposium of New Music aan de University of Houston in Houston in 1969
- 1970: - Manifesto, voor harmonieorkest - première op 27 januari 1971 tijdens het College Band Directors National Association (CBDNA) Conference in Houston door het Houston Symphonic Wind Ensemble
- 1983: - Dénouement, symfonische variaties voor harmonieorkest

### Vocale muziek

#### Werken voor koor
- 1965: - notice the moon, voor gemengd koor en piano - tekst: E.E. Cummings
- 1965: - Virtue, voor driestemmig vrouwenkoor (SSA) - tekst: George Herbert (1593-1633)
- 1970: - What if a Much of a Which of a Wind, voor gemengd koor en piano - tekst: E.E. Cummings
- 1971: - A Wind Has Blown the Rain Away, voor gemengd koor en piano - tekst: E.E. Cummings - won de "Brown University Choral Composition Contest" in 1971
- 1971: - I Thank You God, voor gemengd koor en piano - tekst: E.E. Cummings
- 1975: - Holy Night, voor gemengd koor a capella - tekst: Helen McGaughey
- - Dialogue, voor gemengd koor en piano - won de 2e prijs tijdens de "Young Composers Competition" georganiseerd door de "National Federation of Music Clubs"

#### Liederen
- - Music in the Wind, zangcyclus voor sopraan, alt, tenor, gemengd koor en houtblazers - tekst: Helen McGaughey
  1. Music in the Wind
  2. Wind Mood
  3. On this Wind
  4. Wind Caprice
  5. Brigand
  6. Tell Me To Sing

## Publicaties
- Legend for Band, Thesis (Master of Music), Florida State University. 1966.
- Music Composition for Film. : A Series of Creative Projects Designed as Adjunct Learning Experiences in Lower-Division Music Theory Classes, Thesis, Ball State University, 1977.